# 住友ビルディング
住友ビルディング（すみともビルディング）は、大阪市中央区北浜の土佐堀川の左岸、通称住友村と呼ばれる一角に所在するオフィスビルである。住友ビルや住友ビル本館と呼ばれることもある。旧名称は、新住友ビルディング。

## 歴史
西側にある旧「住友ビルディング」（現：三井住友銀行大阪本店ビル）は、住友財閥の本拠として1926年（大正15年）4月に第1期工事が竣工したが、昭和30年代に入ると入居する各社の発展に伴い、過密状態となった。このため、1956年（昭和31年）11月に住友銀行など7社で構成される第二住友ビル（仮称）建設準備委員会が結成され、各社協議の結果、隣接する住友商事および住友家所有の土地約9,000㎡の敷地に地下3階地上12階の新ビルを建設する、新ビルにはグループ11社が入居する、新ビル完成後に「住友ビルディング」は銀行が全館を使用するなどが決まった。新ビルの建設は地下を4階にして、1959年（昭和34年）9月に着工、1962年（昭和37年）7月に竣工し、同月にグループ各社が入居した。

### 名称
完成した新ビルは新住友ビルディングと呼ぶようになるが、「住友ビルディング」が住銀の単独使用になり、1982年（昭和57年）7月から「住友銀行本店ビル」と呼ぶようになると、それを機に新住友ビルディングは住友ビルディングに改称している。

## 建築
竜山石仕上げの近代建築である住友ビルディング（現・三井住友銀行大阪本店ビル）とは対照的に、四隅のイタリア産大理石の間にアルミニウム合金とステンレスを多用した横連窓で現代的な印象を与える。建設当時の市街地建築物法では百尺制限（高さ31m）の高さ制限があったが、本建物は東・南・西の対向建築線から20mの距離を取り、高さ45mの特例を受けている。約9万m2の延床面積は竣工当時西日本最大で、基準階の1フロアの面積としては2016年（平成28年）現在でも大阪で最大である。
83.8 m×68.3mの正方形に近いフロアには十字に通路が配置され、センターコアに12台のエレベーターが稼働する。エレベータは当初の16基から12基に減らされ、エネルギー消費量の低減を図るとともに、余剰となったエレベータシャフトはターミナル空調スペースとして活用されている。
センターコアと明快な耐震壁の配置によりバランスの良い構造計画が採用され、鉄骨鉄筋コンクリート構造の構造体は、耐震診断の結果、補強不要と判断され、今後も建物が継続利用できることが確認されている。
本建物は、建築業協会主催の第5回BCS賞、2013年（平成25年）にはロングライフビル推進協会主催の第22回BELCA賞を受賞している。
また、生きた建築ミュージアムフェスティバル大阪（イケフェス）に参加している。

## 入居企業
- 住友化学 大阪本社[11]（登記上の本店は東京都中央区）
- 住友電気工業 本社[12]（登記上の本店）
- 三井住友信託銀行 大阪本店営業部・大阪中央支店[13]
- 住友金属鉱山 大阪支社[14]
- 住友商事 関西支社[15]
- 日本板硝子大阪本社（登記上の本店は東京都港区）
- 日建設計コンストラクション・マネジメント 大阪オフィス[16]

### 竣工当初
竣工当初は、下記のように住友グループの複数の企業が拠点を構えていた。
- 12階 - 住友商事、役員食堂・診療所・電話交換機室
- 11階 - 住友商事、住友金属鉱山、日本電気、大会議室
- 10階 - 住友商事
- 9階 - 住友機械工業、住友金属工業、住友不動産
- 8・7階 - 住友金属工業
- 6・5階 - 住友化学工業
- 4階 - 住友化学工業、住友石炭鉱業、住友電気工事
- 3階 - 住友電気工業
- 2階 - 住友海上火災保険、住友信託銀行
- 1階 - 住友信託銀行
- 地下1階 - 一般食堂、喫茶室

## 本館・2号館・3号館・4号館
住友ビルディング（住友ビル本館）の周辺には、住友ビルディング第2号館・第3号館（住友ビル2・3号館）、住友ビルディング第4号館（住友ビル4号館）もあり、住友商事グループにより運営されている。

### 住友ビルディング（住友ビル本館）[17][18]
- 所在地 - 大阪府大阪市中央区北浜四丁目5番33号
- 竣工：1962年（昭和37年）10月
- 延床面積：90,541平方メートル
- 構造：鉄骨鉄筋コンクリート造
- 規模：地上12階、地下4階、塔屋4階
- 基準階貸室面積 - 5,404平方メートル（1,635坪）
- CASBEE不動産Sランク[19][20]
- 所有者：SCリアルティプライベート投資法人、住友商事株式会社、有限会社ノースビーチ・インベストメント[21]

### 住友ビルディング第2号館・第3号館（住友ビル2・3号館）[22][23]
- 所在地 - 第2号館：大阪市中央区北浜四丁目7番28号／第3号館：大阪市中央区北浜四丁目7番19号
- 竣工 - 第2号館：1957年（昭和32年）6月、1966年（昭和41年）8月、1969年（昭和44年）8月／第3号館：1972年（昭和47年）3月
- 延床面積 - 第2号館：36,046平方メートル / 第3号館：7,619平方メートル
- 構造 - 鉄骨鉄筋コンクリート造
- 規模 - 第2号館：地上7階、地下2階、塔屋3階／第3号館：地上6階、地下2階、塔屋3階
- 基準階貸室面積 - 第2号館：3,471平方メートル（1,050坪）／第3号館：706平方メートル（214坪）

### 住友ビルディング第4号館（住友ビル4号館）[24][25]
- 所在地 - 大阪市中央区北浜四丁目8番4号
- 竣工 - 1983年（昭和58年）5月
- 延床面積 - 3,319平方メートル
- 構造 - 鉄骨鉄筋コンクリート造
- 規模 - 地上6階、地下1階、塔屋1階
- 基準階貸室面積 - 393平方メートル（119坪）